# Rosa de Viterbo
Santa Rosa de Viterbo (Viterbo (Italia), 1234-6 de marzo de 1252) fue una santa y virgen perteneciente a la Tercera orden de San Francisco.

## Muerte y canonización
Su muerte tuvo lugar a la edad de 18 años en 1252. Su cuerpo fue colocado sin féretro debajo del pavimento de la Iglesia de Santa María del Poggio. Inocencio IV inició el proceso de canonización, que se interrumpió con la muerte del papa en 1254. 
En 1258 Alejandro IV, tras una serie de visiones de la santa, mandó desenterrar el cadáver, que se encontró incorrupto, y trasladarlo al monasterio de Santa María de las Rosas. Esto se hizo solemnemente con una procesión presidida por Alejandro IV y cuatro cardenales el 4 de septiembre, de ahí que se la célebre la fiesta de Santa Rosa de Viterbo en este día.
En 1357 quedó reducida a cenizas la capilla que guardaba sus reliquias, y se quemó la caja que las contenía; el cuerpo sólo cambió de color.
Nicolás V ordenó al consejo de la ciudad de Viterbo que en la procesión de la Candelaria tres cirios de cera blanca recordaran a todos la luz de su apostolado, su amor a Dios y a los hombres, y su blancura virginal.
Calixto III reconoció su culto inscribiéndola en el Martirologio Romano. 
Se la representa con crucifijo en mano, predicando o en la hoguera. Algunas veces recibiendo la sagrada comunión y viendo en sueños los instrumentos de la pasión de Jesucristo.

## En honor a esta santa

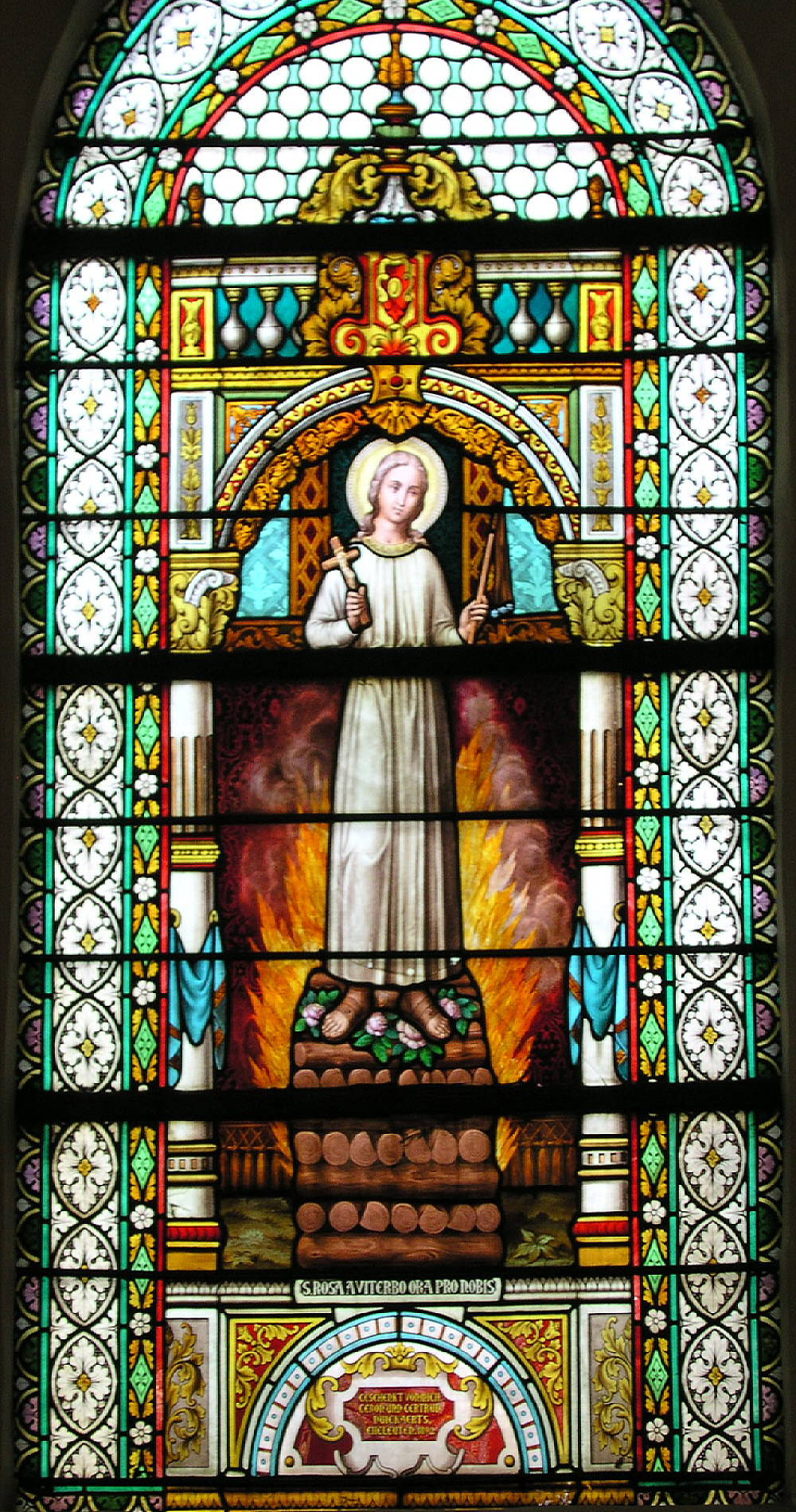
Santa Rosa de Viterbo en una vidriera en Hombourg (Alto Rin).

### Patronazgo
Santa Rosa de Viterbo es patrona de:
- Italia: Ciudad de Viterbo.
- España: Ciudad de Alcolea (Almería).
- España: Ciudad de Lledó (Teruel).
- España: Real Villa de La Graña (Ferrol, La Coruña)
- Colombia: Ciudad de Santa Rosa de Viterbo
- Juventud Franciscana (JUFRA)

### Divisiones administrativas
- Santa Rosa de Viterbo (Boyacá), municipio en Colombia;
- Santa Rosa de Viterbo (São Paulo), municipio en Brasil;
- Santa Rosa de Viterbo (Mieres), parroquia asturiana en España;

- Santa Rosa de Viterbo (A Graña), parroquia gallega en España;
- Condado de Santa Rosa (Florida), condado en el estado de Florida en EE. UU.

### Templos religiosos
- Templo de Santa Rosa de Viterbo, templo de interés en Querétaro, en México.

### En el arte
- Cuadro titulado Santa Rosa de Viterbo de Francisco de Zurbarán (1598 – 1664), en Hospedería Real El Buscón de Quevedo en Villanueva de los Infantes en España;
- Cuadro titulado La Virgen y el Niño con santa Rosa de Viterbo de Bartolomé Esteban Murillo (1618 – 1682) en el Museo Thyssen-Bornemisza;
- Cuadro titulado La última comunión de Santa Rosa de Viterbo de Juan Antonio Escalante (1630 – 1670), contenido en el Museo del Prado de Madrid;
- Cuadro titulado Santa Rosa de Viterbo de Francisco Eduardo Tresguerras (1759 – 1833), contenido en el Museo Nacional de Artes Plásticas de Ciudad de México;
- Cuadro titulado Santa Rosa de Viterbo de Gregorio Vásquez de Arce y Ceballos, en el Museo del Seminario Conciliar;
- Cuadro titulado Santa Rosa de Viterbo de Vicente Castelló y Amat]] (1787 – 1860), de la escuela española.
- Cuadro titulado Santa Rosa de Viterbo de  Alonso del arco  (Madrid, 1635-Madrid, 1704)